# Nampty
Nampty est une commune française située dans le département de la Somme, en région Hauts-de-France.

## Géographie

### Localisation
Nampty est un village picard de l'Amiénois.
À vol d'oiseau, la localité est située à 7 km au nord-est de Conty, 13 km au sud-ouest d'Amiens et à 40 km au nord-est de Beauvais.
Le territoire de la commune est limitrophe de ceux de cinq communes.
Les communes limitrophes sont  Fossemanant, Plachy-Buyon, Prouzel, Saint-Sauflieu et Ô-de-Selle.
9 avril 2025

### Géologie et relief
La superficie de la commune est de 5,21 km2 ; son altitude varie de 40  à   145 mètres.

### Hydrographie

#### Réseau hydrographique

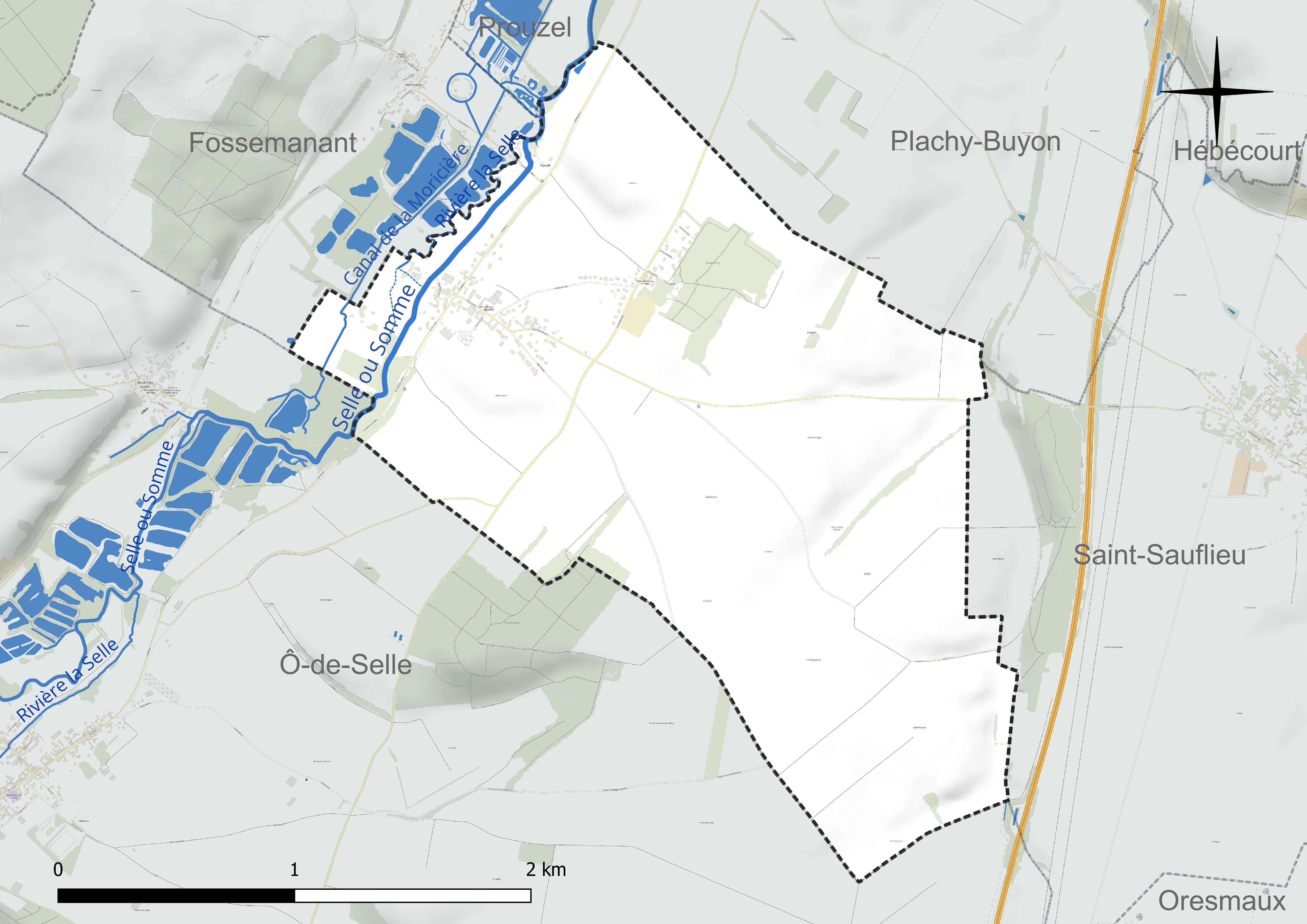
Réseau hydrographique de Nampty.

La commune est située dans le bassin Artois-Picardie. Elle est drainée par la Selle ou Somme, le canal de Lamoricière et la rivière la Selle,.
La Selle, d'une longueur de 39 km, prend sa source dans la commune de Catheux et se jette  dans la Somme canalisée à Amiens, après avoir traversé 16 communes.

#### Gestion et qualité des eaux
Le territoire communal est couvert par le schéma d'aménagement et de gestion des eaux (SAGE) « Somme aval et Cours d'eau côtiers ». Ce document de planification concerne un territoire de 1 835 km2 de superficie, délimité par le bassin versant de la Somme canalisée. Le périmètre a été arrêté le 29 avril 2010 et le SAGE proprement dit a été approuvé le 6 août 2019. La structure porteuse de l'élaboration et de la mise en œuvre est le syndicat mixte d'aménagement hydraulique du bassin versant de la Somme (AMEVA).
La qualité des cours d'eau peut être consultée sur un site dédié géré par les agences de l'eau et l'Agence française pour la biodiversité.

### Climat
Pour des articles plus généraux, voir Climat des Hauts-de-France et Climat de la Somme.
En 2010, le climat de la commune est de type climat océanique dégradé des plaines du Centre et du Nord, selon une étude du CNRS s'appuyant sur une série de données couvrant la période 1971-2000. En 2020, Météo-France publie une typologie des climats de la France métropolitaine dans laquelle la commune est exposée à un climat océanique et est dans la région climatique Nord-est du bassin Parisien, caractérisée par un ensoleillement médiocre, une pluviométrie moyenne régulièrement répartie au cours de l'année et un hiver froid (3 °C).
Pour la période 1971-2000, la température annuelle moyenne est de 10,4 °C, avec une amplitude thermique annuelle de 13,8 °C. Le cumul annuel moyen de précipitations est de 676 mm, avec 11,4 jours de précipitations en janvier et 8,2 jours en juillet. Pour la période 1991-2020, la température moyenne annuelle observée sur la station météorologique la plus proche, située sur la commune de Glisy à 17 km à vol d'oiseau, est de 11,1 °C et le cumul annuel moyen de précipitations est de 646,6 mm,. Pour l'avenir, les paramètres climatiques de la commune estimés pour 2050 selon différents scénarios d'émission de gaz à effet de serre sont consultables sur un site dédié publié par Météo-France en novembre 2022.

## Urbanisme

### Typologie
Au 1er janvier 2024, Nampty est catégorisée commune rurale à habitat dispersé, selon la nouvelle grille communale de densité à sept niveaux définie par l'Insee en 2022.
Elle est située hors unité urbaine. Par ailleurs la commune fait partie de l'aire d'attraction d'Amiens, dont elle est une commune de la couronne,. Cette aire, qui regroupe 369 communes, est catégorisée dans les aires de 200 000 à moins de 700 000 habitants,.

### Occupation des sols

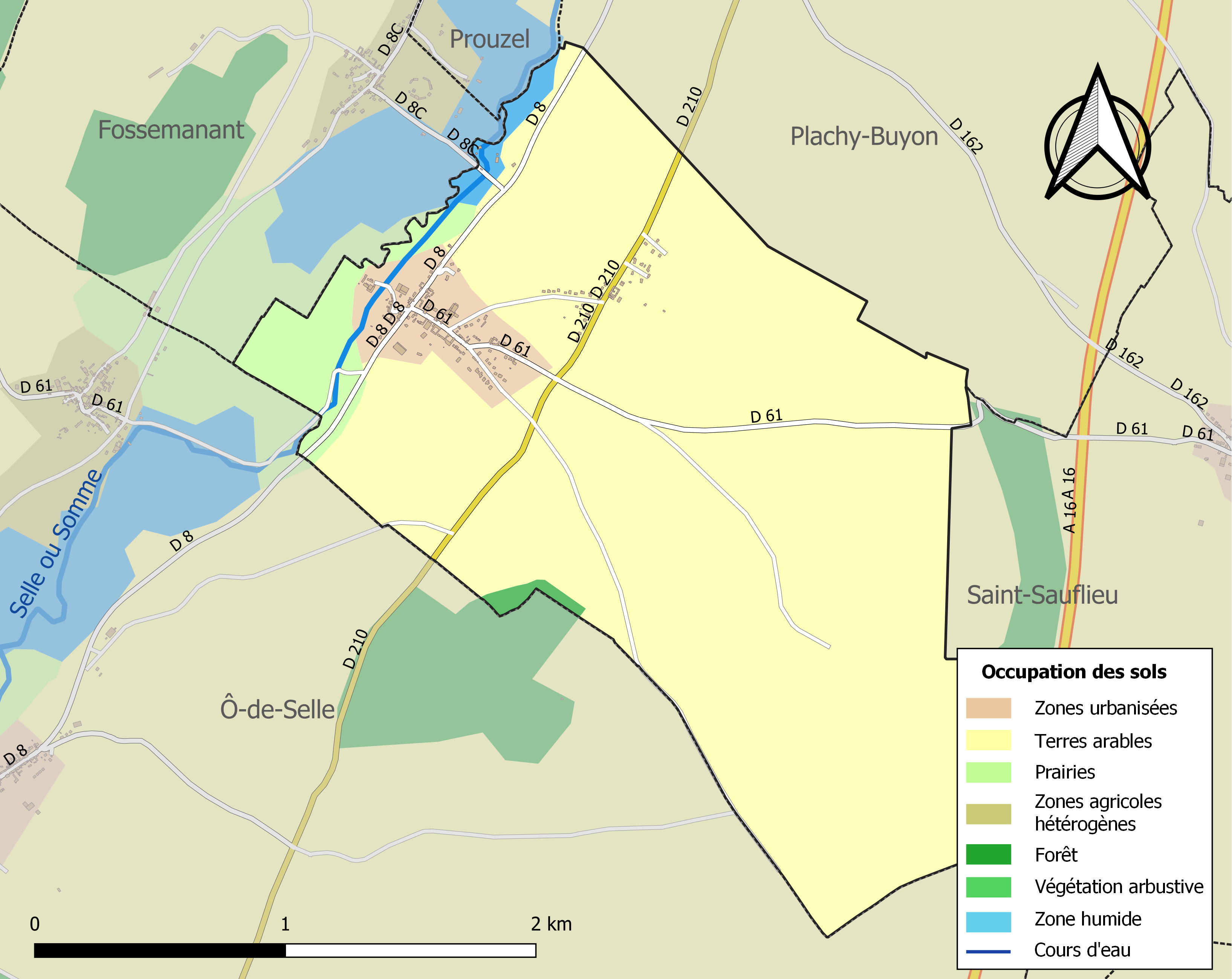
Carte des infrastructures et de l'occupation des sols de la commune en 2018 (CLC).

L'occupation des sols de la commune, telle qu'elle ressort de la base de données européenne d'occupation biophysique des sols Corine Land Cover (CLC), est marquée par l'importance des territoires agricoles (93 % en 2018), une proportion sensiblement équivalente à celle de 1990 (93,1 %).
La répartition détaillée en 2018 est la suivante : terres arables (88,6 %), zones urbanisées (5,1 %), prairies (4,5 %), eaux continentales (1,2 %), forêts (0,6 %).
L'évolution de l'occupation des sols de la commune et de ses infrastructures peut être observée sur les différentes représentations cartographiques du territoire : la carte de Cassini (XVIIIe siècle), la carte d'état-major (1820-1866) et les cartes ou photos aériennes de l'IGN pour la période actuelle (1950 à aujourd'hui).

### Habitat et logement
En 2021, le nombre total de logements dans la commune était de 124, alors qu'il était de 115 en 2016 et de 102 en 2011.
Parmi ces logements, 95,7 % étaient des résidences principales et 4,3 % des logements vacants. Ces logements étaient pour 93,3 % d'entre eux des maisons individuelles et pour 6,7 % des appartements.
Le tableau ci-dessous présente la typologie des logements à Nampty en 2021 en comparaison avec celle de la Somme et de la France entière. Une caractéristique marquante du parc de logements est ainsi l'absence de résidences secondaires et logements occasionnels, à comparer avec la proportion départementale (8,4 %) et nationale (9,7 %).
| Typologie                                               | Nampty | Somme | France entière |
| ------------------------------------------------------- | ------ | ----- | -------------- |
| Résidences principales (en %)                           | 95,7   | 83,1  | 82,2           |
| Résidences secondaires et logements occasionnels (en %) | 0      | 8,4   | 9,7            |
| Logements vacants (en %)                                | 4,3    | 8,5   | 8,1            |

### Voies de communication et transports
La commune est desservie par la route départementale 20 (RD20).
En 2019, la localité est desservie par la ligne d'autocars no 29 (Crévecœur-le-Grand - Conty - Amiens)  du réseau interurbain Trans'80 Hauts-de-France.

## Toponymie
Le nom de la localité est attesté sous les formes Nanti (1145) ; Nanci (12..) ; Namti (1235) ; Nanty (1301) ; Nanthi (1331) ; Nampti (1372) ; Nonaply (1648) ; Nampty (1657) ; Nantois (1696) ; Nampty-Coupegueule (1844) ; Nampty-Coppegueule.

## Histoire
En 1470, le village est brûlé par l'armée du duc de Bourgogne[réf. nécessaire][pourquoi ?].

## Politique et administration

### Rattachements administratifs et électoraux
La commune se trouve dans l'arrondissement d'Amiens du département de la Somme.
Elle faisait partie depuis 1793 du canton de Conty. Dans le cadre du redécoupage cantonal de 2014 en France, cette circonscription administrative territoriale a disparu, et le canton n'est plus qu'une circonscription électorale.

#### Rattachements électoraux
Pour les élections départementales, la commune fait partie depuis 2014 du canton d'Ailly-sur-Noye.
Pour l'élection des députés, elle fait partie de la quatrième circonscription de la Somme depuis 2012.

### Intercommunalité
La commune était membre de la  communauté de communes du canton de Conty, créée par un arrêté préfectoral du 23 décembre 1996, et qui s'est substituée aux syndicats préexistants tels que le SIVOM et le SIVU de la coulée verte. Cette intercommunalité est renommée communauté de communes du Contynois en 2015, à la suite de la disparition du canton.
Dans le cadre des dispositions de la loi portant nouvelle organisation territoriale de la République du 7 août 2015, qui prévoit que les établissements publics de coopération intercommunale (EPCI) à fiscalité propre doivent avoir un minimum de 15 000 habitants, la préfète de la Somme propose en octobre 2015 un projet de nouveau schéma départemental de coopération intercommunale (SDCI) qui prévoit la réduction de 28 à 16 du nombre des intercommunalités à fiscalité propre du département.
Ce projet prévoit la « fusion des communautés de communes du Sud-Ouest Amiénois, du Contynois et de la région d'Oisemont », le nouvel ensemble de 37 412 habitants regroupant 120 communes,. À la suite de l'avis favorable de la commission départementale de coopération intercommunale en janvier 2016, la préfecture sollicite l'avis formel des conseils municipaux et communautaires concernés en vue de la mise en œuvre de la fusion.
La communauté de communes Somme Sud-Ouest, dont est désormais membre la commune, est ainsi créée au 1er janvier 2017.

### Création d'une commune nouvelle
Les communes de Loeuilly, Neuville-lès-Loeuilly, Nampty et Tilloy-lès-Conty envisagent de fusionner le 1er janvier 2019 sous le régime des communes nouvelles, afin de mieux peser au sein de la communauté de communes Somme Sud Ouest, où, réunies, elles constituraient la cinquième collectivité par leur population. Cette fusion permettrait également une mutualisation des moyens, et des dotations d'État majorées.
Plusieurs noms sont envisagés pour cette commune nouvelle : Vy-surSelle, Les Ô de Selle, Les Y-de-Selle et Sellevallée.
Après une réunion publique le 24 octobre à Loeuilly, les conseils municipaux devraient proposer cette fusion au préfet le 15 novembre 2018.
Le conseil municipal décide le 15 novembre 2018 de se retirer de ce projet, et la fusion, qui aboutit à la création le 1er janvier 2019 de la commune nouvelle de Ô-de-Selle par les trois autres communes.

### Liste des maires
| Période                                  | Période                        | Identité         | Étiquette | Qualité                                                                     |
| ---------------------------------------- | ------------------------------ | ---------------- | --------- | --------------------------------------------------------------------------- |
| Les données manquantes sont à compléter. |                                |                  |           |                                                                             |
|                                          |                                |                  |           |                                                                             |
|                                          |                                | Arsène Delavenne |           | Agriculteur                                                                 |
|                                          | 1976                           | Étienne Legué    |           | Décédé en fonctions.                                                        |
| 1976                                     | 2008                           | Gérard Delavenne |           | Agriculteur                                                                 |
| mars 2008                                | mai 2020                       | Philippe Cocq    |           | Professeur de mathématiques Président de l'Amicale des maires (2014 → 2020) |
| mai 2020                                 | automne 2024                   | Jérémie Bossu    |           | Président de l’Amicale des élus du Contynois Démissionnaire                 |
| décembre 2024                            | En cours (au 16 décembre 2024) | Pascal Delaporte |           |                                                                             |

## Population et société

### Démographie
L'évolution du nombre d'habitants est connue à travers les recensements de la population effectués dans la commune depuis 1793. Pour les communes de moins de 10 000 habitants, une enquête de recensement portant sur toute la population est réalisée tous les cinq ans, les populations de référence des années intermédiaires étant quant à elles estimées par interpolation ou extrapolation. Pour la commune, le premier recensement exhaustif entrant dans le cadre du nouveau dispositif a été réalisé en 2007.

En 2022, la commune comptait 281 habitants, en évolution de −0,35 % par rapport à 2016 (Somme : −1,26 %, France hors Mayotte : +2,11 %).
| 1793 | 1800 | 1806 | 1821 | 1831 | 1836 | 1841 | 1846 | 1851 |
| ---- | ---- | ---- | ---- | ---- | ---- | ---- | ---- | ---- |
| 125  | 108  | 130  | 144  | 175  | 183  | 199  | 208  | 224  |

| 1856 | 1861 | 1866 | 1872 | 1876 | 1881 | 1886 | 1891 | 1896 |
| ---- | ---- | ---- | ---- | ---- | ---- | ---- | ---- | ---- |
| 212  | 210  | 216  | 196  | 173  | 166  | 163  | 164  | 156  |

| 1901 | 1906 | 1911 | 1921 | 1926 | 1931 | 1936 | 1946 | 1954 |
| ---- | ---- | ---- | ---- | ---- | ---- | ---- | ---- | ---- |
| 154  | 138  | 141  | 131  | 118  | 120  | 121  | 110  | 120  |

| 1962 | 1968 | 1975 | 1982 | 1990 | 1999 | 2006 | 2007 | 2012 |
| ---- | ---- | ---- | ---- | ---- | ---- | ---- | ---- | ---- |
| 113  | 131  | 135  | 198  | 196  | 205  | 235  | 239  | 258  |

| 2017 | 2022 | - | - | - | - | - | - | - |
| ---- | ---- | - | - | - | - | - | - | - |
| 289  | 281  | - | - | - | - | - | - | - |

### Manifestations culturelles et festivités
Pèlerinage à la Vierge de Nampty, le 15 août.

## Culture locale et patrimoine

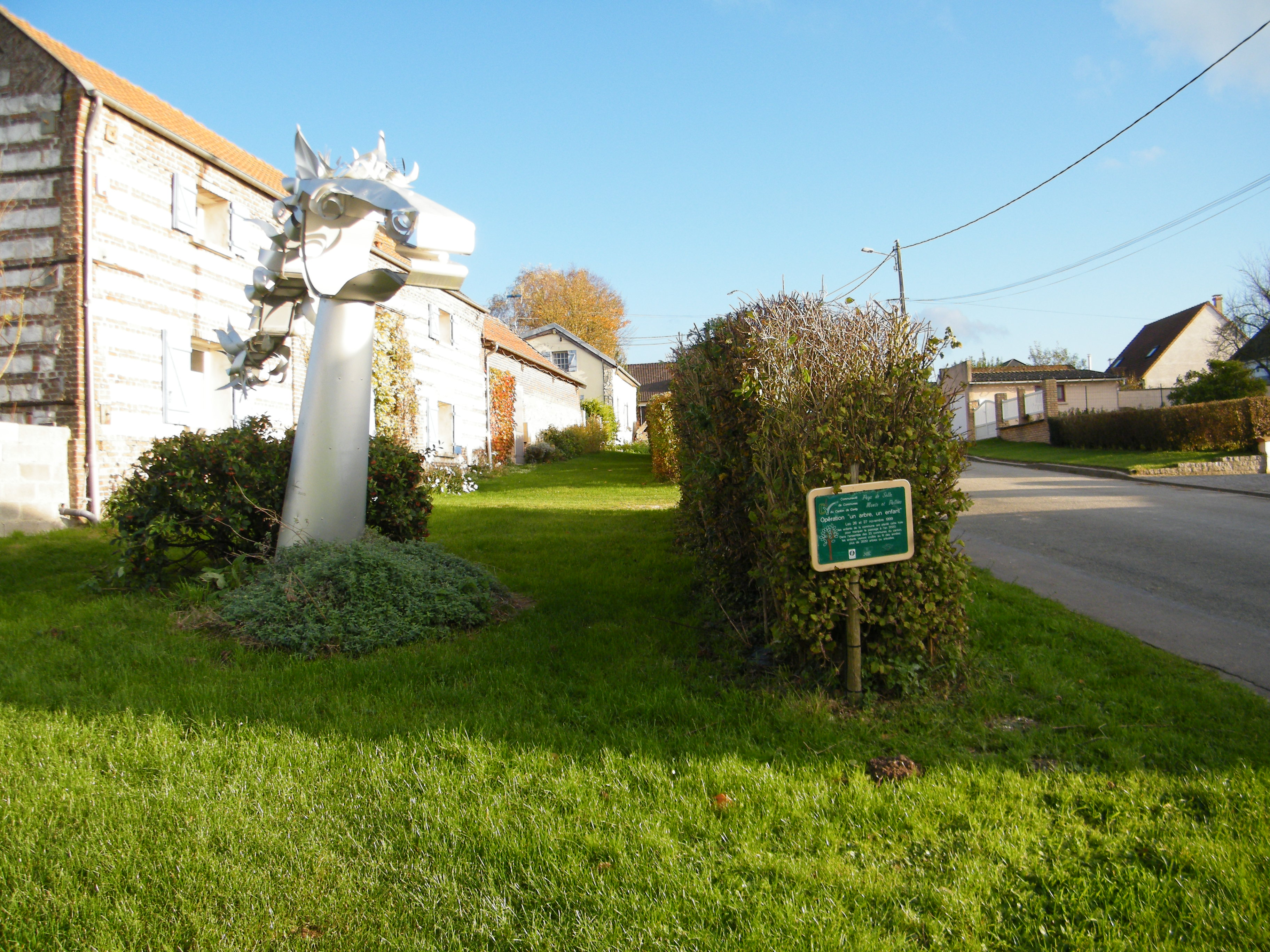
Statue chevaline contemporaine.

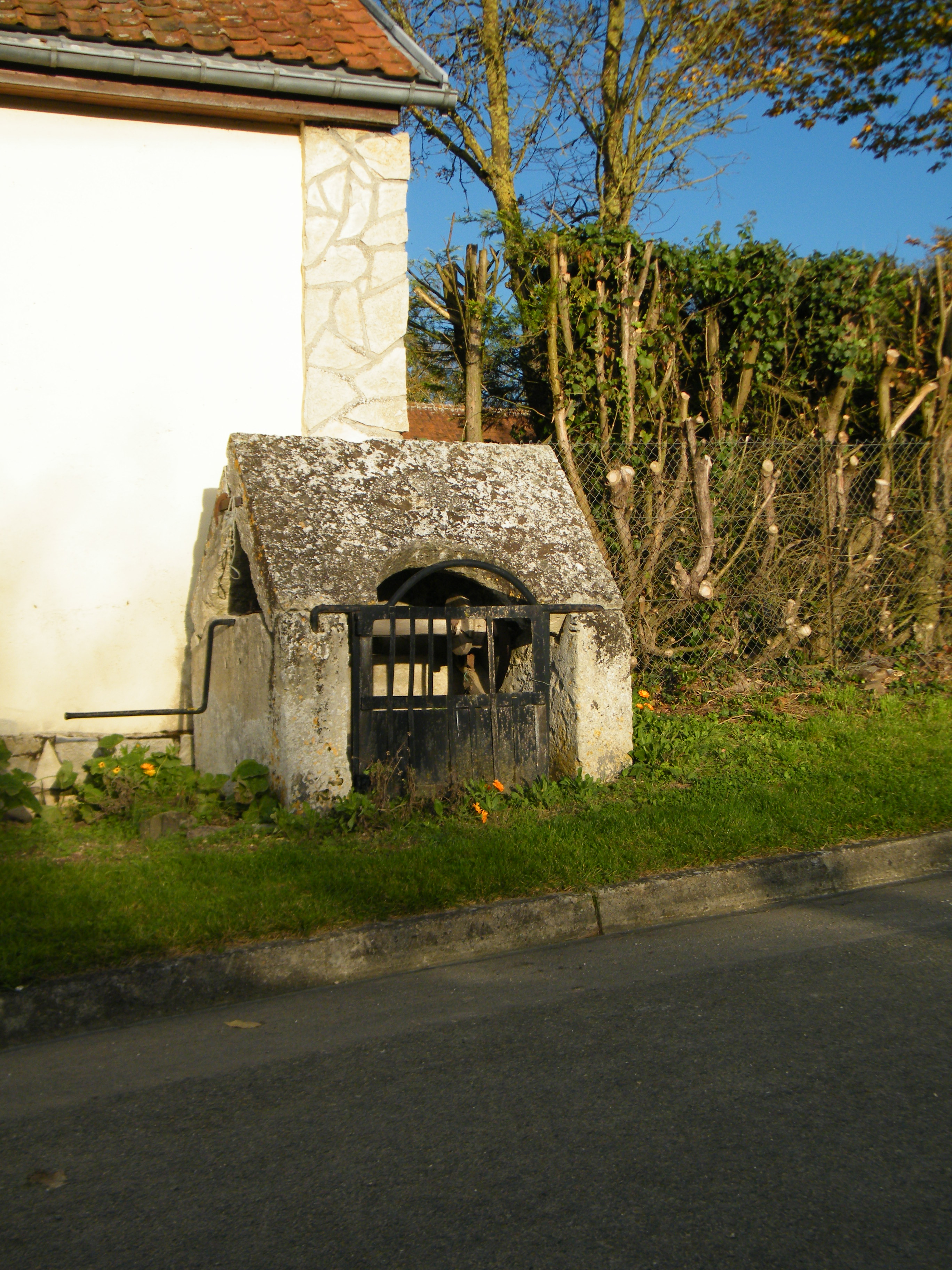
Petit patrimoine.

### Lieux et monuments
- Lieu de pèlerinage à la chapelle Notre-Dame-des-Vertus,  Inscrite MH (2023, La chapelle et le parc mémoriel de Notre-Dame-des-Vertus)[40],[41]. La chapelle existait déjà en 1175. C'est également une chapelle funéraire pour une dizaine de personnes, religieuses ou civiles[42].

Un parc de pèlerinage réalisé par l'abbé Guénard, chapelain de Notre-Dame-des-Vertus de 1919 à 1962, se trouve à côté de la chapelle et abrite un mémorial du souvenir érigé en 1934. Ce dernier comporte, sur quatre plaques de marbre, 113 noms de victimes de la Grande Guerre  issues de 33 communes de France différentes, ainsi qu'une pietà érigée en 1922. Haute de 1,80 m, elle est placée sur une colonne constituée de deux anciennes meules du moulin de Frémontiers.

La chapelle Notre-Dame-des-Vertus
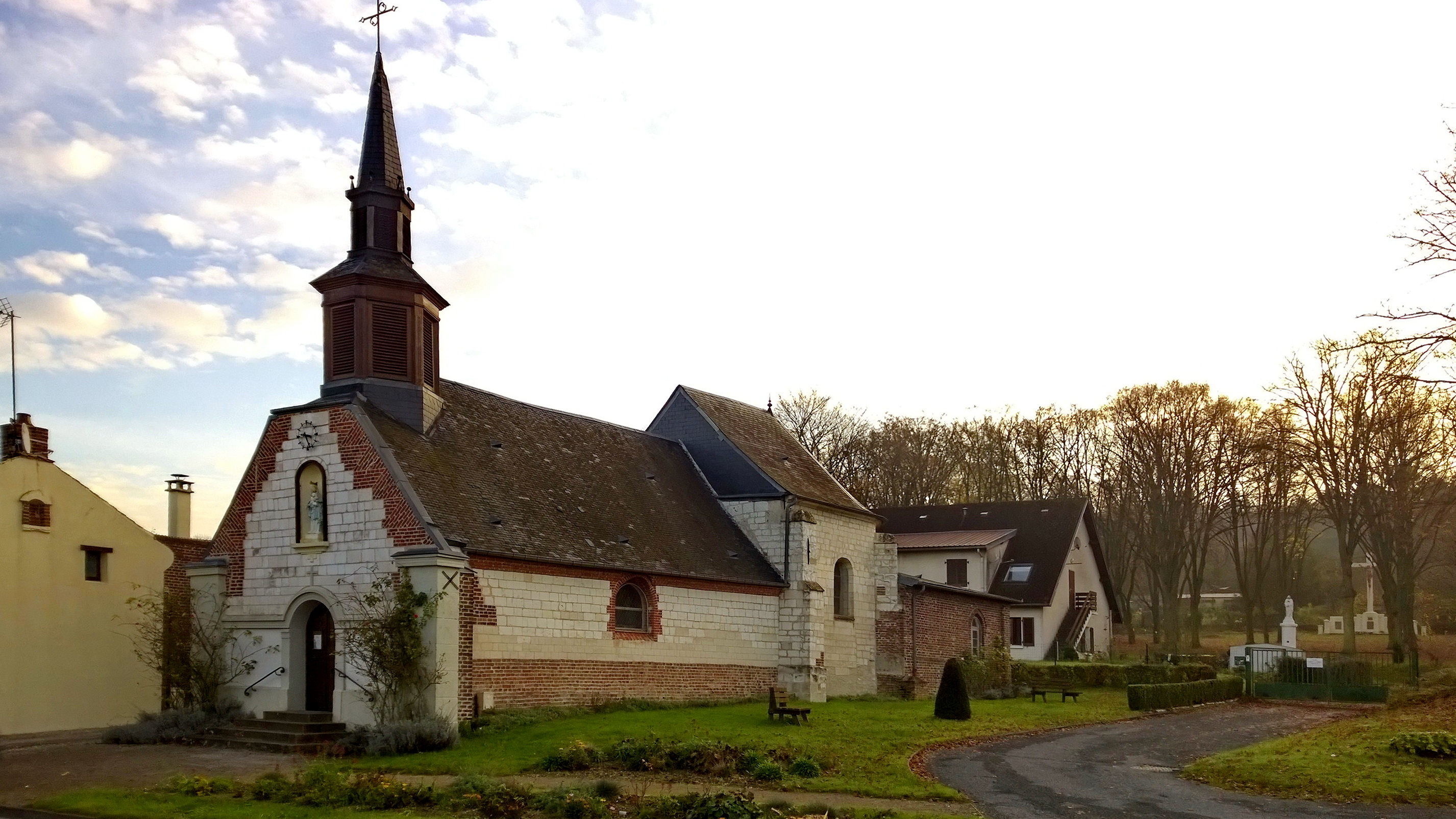
La chapelle Notre-Dame-des-Vertus et le parc de pèlerinage.
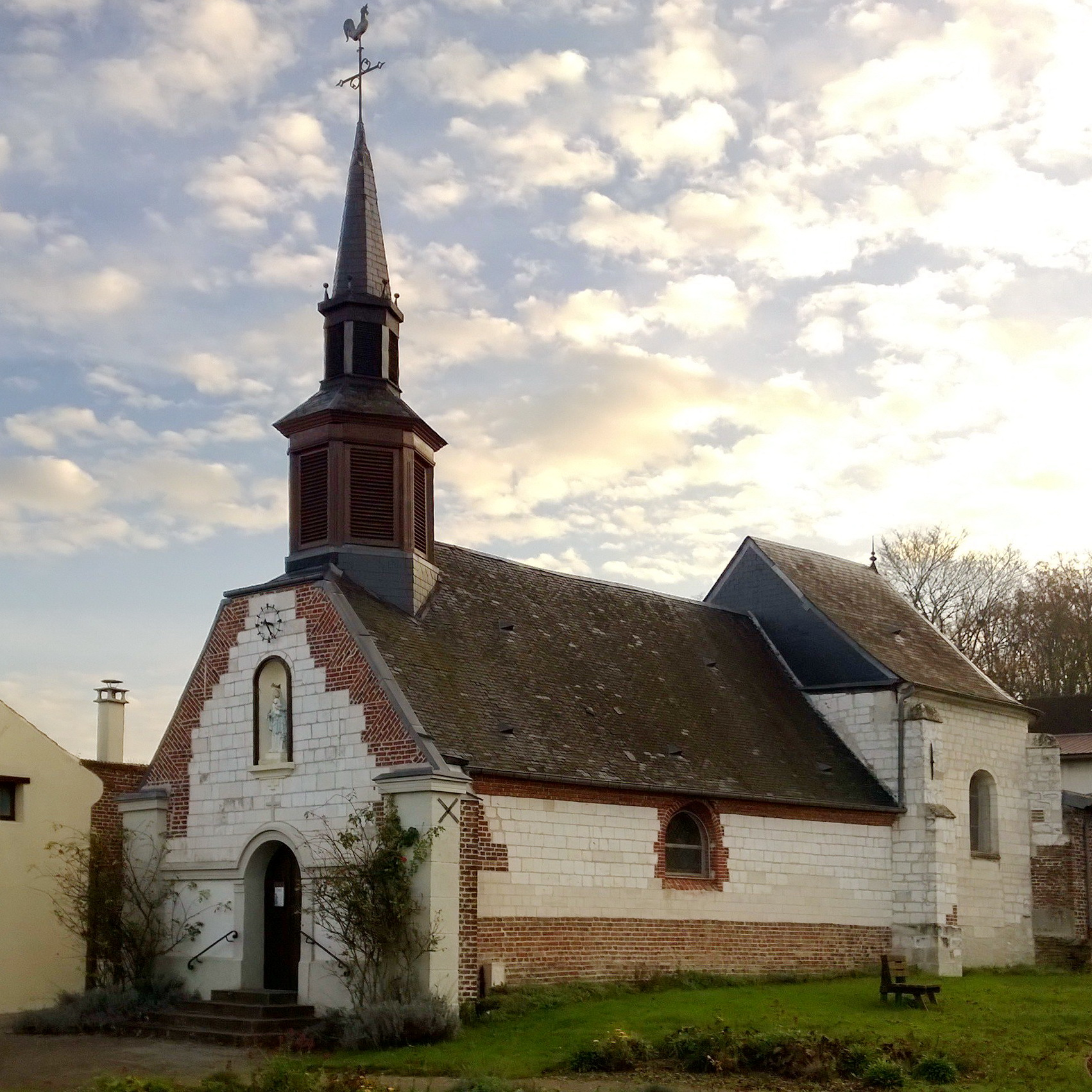

- Église Saint-Brice

L'édifice contient une sculpture en bois peint du XVIe siècle représentant un évêque bénissant. Une Vierge à l'enfant du premier quart du XVIe siècle a été volée en 1975.

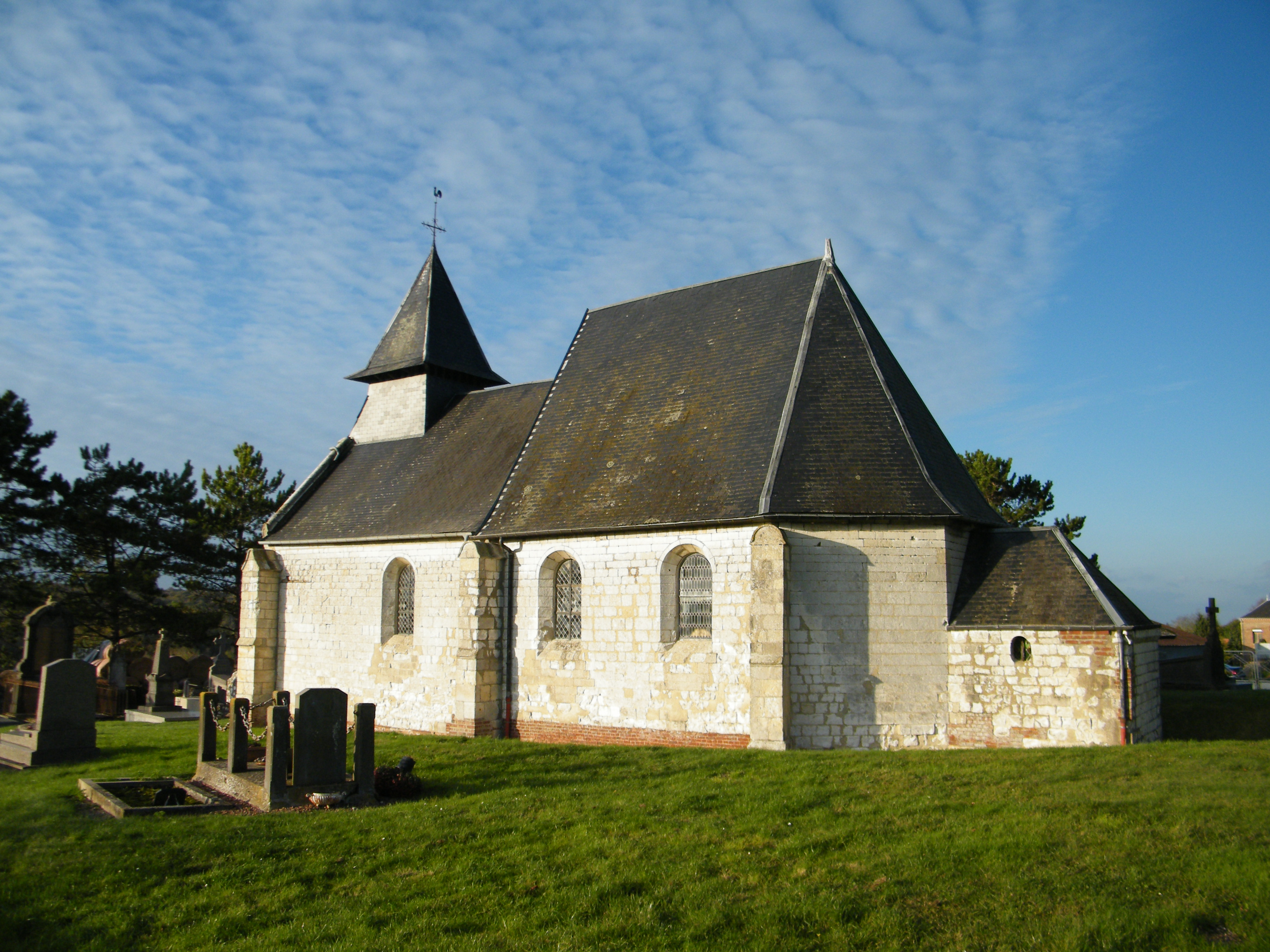
L'église Saint-Brice.
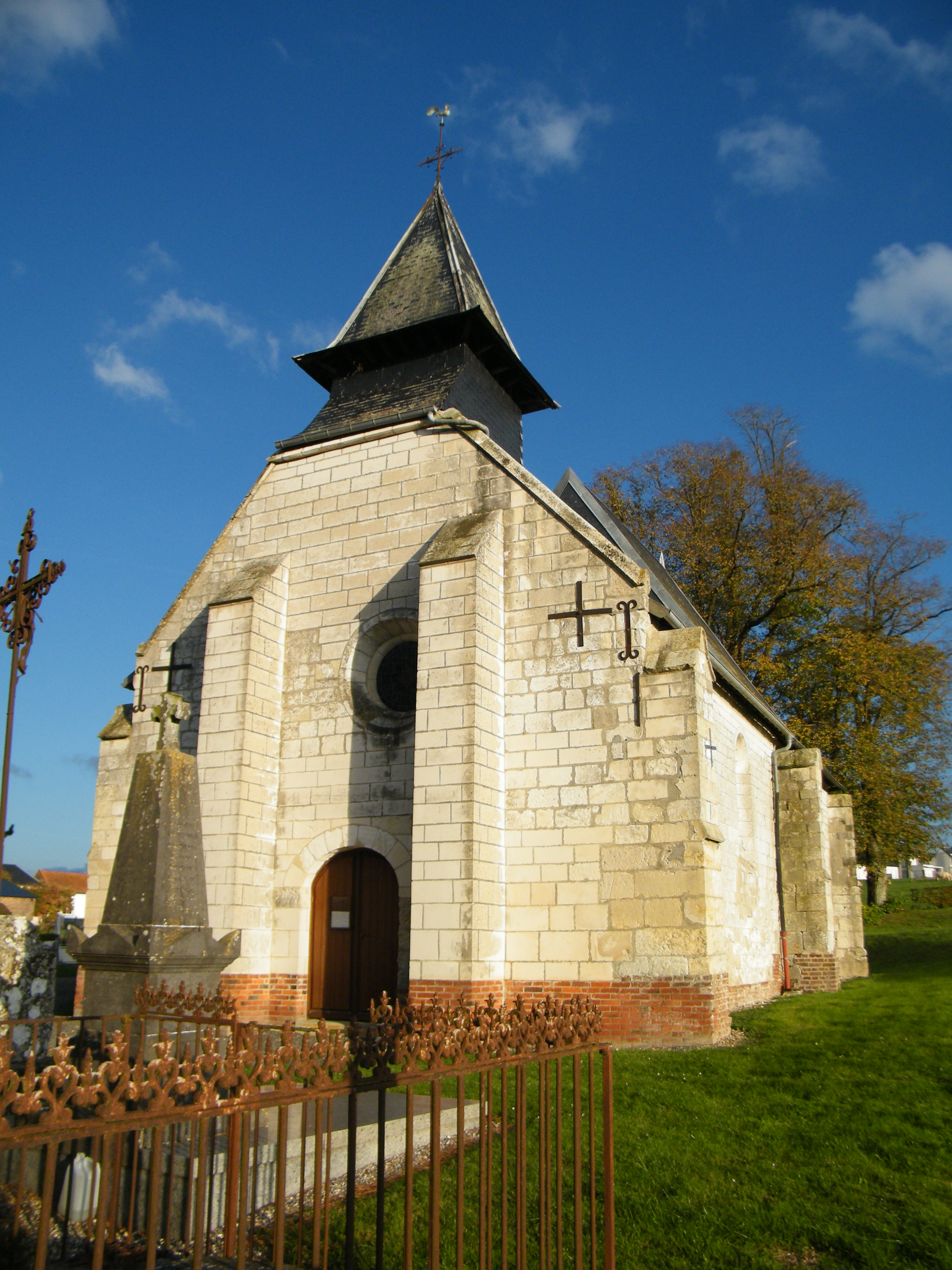
Autre vue de l'église.

- Deux puits anciens en pierre sont réhabilités en 2021 avec l'aide de la Fondation du Patrimoine[46].

## Pour approfondir